# Altitudine minima di settore

La MSA rappresentata in basso a destra della metà superiore di una carta aeronautica.

L'altitudine minima di settore, in inglese minimum sector altitude, abbreviato in MSA, è la quota più bassa alla quale un aeromobile può volare con la certezza di avere una separazione verticale di almeno 1000 ft (300 m) da ogni ostacolo all'interno di un settore circolare avente per centro una radioassistenza e il raggio pari a 25 NM.

## Rappresentazione

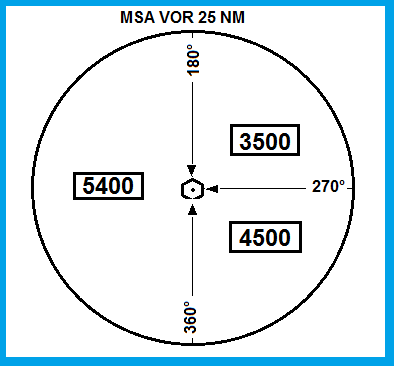
Nel diagramma sono rappresentante all'interno di rettangoli dal bordo nero, le MSA circostanti un particolare VOR.

Le minime altitudini di settore devono essere riportate sulle carte aeronautiche relative alle procedure di avvicinamento strumentale, alle partenze strumentali standard e agli arrivi strumentali standard. Nel caso in cui per alcuni aerodromi non sia stata fissata alcuna MSA, nelle relative carte dovrà essere riportata, in sostituzione, l'area minimum altitude (AMA), ossia la quota minima che, in caso di condizioni meteorologiche per il volo strumentale assicura comunque agli aeromobili in una determinata area geografica, una separazione verticale dagli ostacoli presenti in quella zona.
Graficamente sulle carte aeronautiche le MSA vengono rappresentate all'interno di un particolare grafico: un cerchio diviso in due o più settori circolari con il vertice coincidente con il simbolo della radioassistenza presa come riferimento, ciascuno dei quali ha al suo interno riportata la propria MSA.

## Utilizzo
La conoscenza e il rispetto dell'altitudine minima di settore è utile in particolar modo agli aeromobili che seguono le regole del volo strumentale che volano fuori da rotte standard e che non sono sotto vettoramento radar. In tali circostanze un aeromobile che, entro 25 NM dalla radioassistenza di riferimento, si trovi a volare in uno dei settori indicati, sarà certo di essere adeguatamente separato da ostacoli, purché non scenda al di sotto dell'altitudine minima di quel settore.